# Anisopappus
Anisopappus là một chi thực vật có hoa trong họ Cúc (Asteraceae).
Chi này chủ yếu là bản địa châu Phi và Madagascar, với 1 loài (A. chinensis) có sự phân bố tới Trung Quốc và Đông Nam Á.

## Các loài
Chi Anisopappus gồm các loài:
1. Anisopappus abercornensis G.Taylor
2. Anisopappus alticolus (Humbert) Wild
3. Anisopappus anemonifolius (DC.) G.Taylor
4. Anisopappus athanasioides Paiva & S.Ortiz
5. Anisopappus bampsianus Lisowski
6. Anisopappus boinensis (Humbert) Wild
7. Anisopappus burundiensis Lisowski
8. Anisopappus chinensis (L.) Hook. & Arn.: Hoàng cúc, dị mào, sơn hoàng cúc
9. Anisopappus corymbosus Wild
10. Anisopappus davyi S.Moore
11. Anisopappus discolor Wild
12. Anisopappus exellii Wild
13. Anisopappus fruticosus S.Ortiz & Paiva
14. Anisopappus grangeoides (Vatke & Höpfner ex Klatt) Merxm.
15. Anisopappus holstii (O.Hoffm.) Wild
16. Anisopappus junodii Hutch.
17. Anisopappus kirkii (Oliv.) Brenan
18. Anisopappus latifolius (S.Moore) B.L.Burtt
19. Anisopappus lawalreanus Lisowski
20. Anisopappus lejolyanus Lisowski
21. Anisopappus marianus Lawalrée
22. Anisopappus orbicularis (Humbert) Wild
23. Anisopappus paucidentatus Wild
24. Anisopappus petitianus Lisowski
25. Anisopappus pinnatifidus (Klatt) O.Hoffm. ex Hutch.
26. Anisopappus pseudopinnatifidus S.Ortiz & Paiva
27. Anisopappus pumilus (Hiern) Wild
28. Anisopappus rhombifolius Wild
29. Anisopappus robynsianus Lisowski
30. Anisopappus salviifolius (DC.) Wild
31. Anisopappus smutsii Hutch.
32. Anisopappus sylvaticus (Humbert) Wild
33. Anisopappus upembensis Lisowski